# 37 Grad

Logo bis November 2024

37 Grad (auch: 37°) ist eine seit dem 1. November 1994 wöchentlich ausgestrahlte Dokumentationssendung des ZDF. Die Sendung verantworten abwechselnd die ZDF-Redaktionen „Religion und Leben“ und „Terra X“.
Am 31. März 2020 wurde die 1000. Ausgabe der Reihe, Von Hundert auf Null – Menschen in Quarantäne, ausgestrahlt.

## Sendungsprofil
Die Sendereihe berichtet aus subjektiver Perspektive über für unsere Gesellschaft typische oder auch außergewöhnliche Lebenssituationen: Die Kamera begleitet eine Gruppe oder einzelne Menschen in meist besonders exponierter sozialer Situation. Häufig skizziert die Reportage einen Wendepunkt oder eine Entscheidungsphase in der betrachteten Biografie. Typische Themen sind etwa der Umgang mit Krankheit, Alter, Tod, aber auch Sexualität, sexueller Identität, besonderen Familiensituationen usw.
Hans Helmut Hillrichs, von 1993 bis 2005 Leiter der ZDF-Hauptredaktion Kultur und Wissenschaft und einer der „Erfinder“ von 37 Grad, schrieb 1999 im Rückblick:

„Nicht um Sachen oder Sachverhalte sollte es künftig auf dem Sendeplatz am Dienstagabend um 22.15 Uhr gehen, sondern ausschließlich um Menschen: um das, was sie trennt und verbindet, um ihre Lebenslinien, Lebenskrisen, Lebensentscheidungen, um die Grundbefindlichkeit des Daseins gewissermaßen.
Nicht auf Längen- oder Breitengrade, sondern auf Temperaturgrade, auf das Spezifikum der menschlichen Fieberschwelle war der Titel 37 Grad gemünzt. Rollen- und Funktionsträger sollten ausgeladen werden, Börsenindizes und Bruttosozialproduktziffern keine Rolle spielen, auf die Existenz, die erste aller Eigenschaften, sollte sich die Reihe konzentrieren. Und im besten Fall einen Beitrag zur sozialen Klimaforschung leisten.“

Anfang November 2024 feierte die Reihe ihr 30. Jubiläum. Am 5. November wurde zu diesem Anlass die Episode Die großen Fragen des Lebens – Drei Generationen geben Antwort ausgestrahlt. Nach fast zehn Jahren erhielt die Sendung einen neuen Vorspann. Die Musik von Mia blieb aber erhalten. Eine Erneuerung hat auch das Logo der Dokureihe erfahren. 2023 verfolgten im Schnitt 1,91 Millionen Zuschauer die Filme der Reihe, dies entspricht einem Marktanteil von 10,1 %. Gegenwärtig werden jährlich zwischen 30 und 36 Sendungen von 37 Grad im ZDF erstausgestrahlt. In der Regel stehen die Episoden fünf Jahre in der ZDFmediathek zum Abruf.
Seit März 2022 gibt es als weiteres Langformat 37 Grad Leben, dass sonntags um 9:03 Uhr im ZDF gezeigt wird. Es richtet sich an die Zielgruppe der 25- bis 34-Jährigen.

## Episodenliste
→ Hauptartikel: 37 Grad/Episodenliste

## Trivia
- Als Titelmusik dient seit 2005 das Lied Was es ist der Band Mia aus dem Album Stille Post. Vor 2005 war das Intro von Dire Straits’ Money for Nothing die Titelmusik.
- Meist montags im Spätprogramm werden aktuelle Folgen auf 3sat wiederholt.[4]
- Das typische Honorar der Autoren- und Regieleistung für eine Folge beträgt ca. 11.000 Euro.[5]
- Der Titel bezieht sich auf die durchschnittliche Körpertemperatur eines gesunden Menschen, die knapp 37,0 °C beträgt.

## Preise & Auszeichnungen (Auswahl)
Die Sendereihe wurde mit mehr als 50 Preisen und Auszeichnungen prämiert.
- 1995: Adolf-Grimme-Preis an Hartmut Schoen für 37° − Jenseits der Schattengrenze – Ein Vietnam-Soldat kann nicht vergessen
- 1995: Internationales Filmfestival Charleston für 37° − Körper
- 1995: Medikinale International Parma für 37° − Körper
- 1997: Gold Award beim 5. Internationales Filmfestival Charleston für 37° − Miss Baby oder Das Drama des perfekten Kindes
- 1997: Lobende Erwähnung beim Columbus International Film und Video Festival für 37° − Miss Baby oder Das Drama des perfekten Kindes
- 1997: Deutscher Sozialpreis der Bundesarbeitsgemeinschaft der Freien Wohlfahrtspflege, Wolfgang Faust Preis für 37° − Misstraue der Idylle! Aus dem Emigrantenleben eines Aidskranken
- 1997: Saure Gurke − Trostpreis für 37° − Goldkinder[7]
- 1998: Adolf-Grimme-Preis – Sonderpreis des Ministeriums für Stadtentwicklung, Kultur und Sport NRW für 37° − Hexen, fliegen, unsterblich sein – Andrea und die Sonne
- 1998: Caritas Journalistenpreis Baden-Württemberg für 37° − Der Fair-Käufer – zwischen Wirtschaft und Wohlfahrt
- 1998: Journalistenpreis Entwicklungspolitik für 37° − Der Krieg war kein Spiel – Wie Kindersoldaten den Frieden lernen
- 1998: 13. Internationales Christliches Fernsehfestival Toulouse für 37° − Glück im Paradies – Sibirische Aussiedler in Deutschland
- 1998: Deutscher Sozialpreis der Bundesarbeitsgemeinschaft der Freien Wohlfahrtspflege für 37° − Russenkinder – Heimkehr in ein fremdes Land
- 1999: Robert-Geisendörfer-Preis für 37° − Glück im Paradies – Sibirische Aussiedler in Deutschland
- 1999: Wettbewerb „...durch andere Augen sehen“ zur UNO-Menschenrechtskonvention: Hauptpreis für 37° − Leben mit der Hinrichtung – Begegnungen im Todestrakt
- 2000: Adolf-Grimme-Preis für 37° − Kopfleuchten
- 2000: Deutscher Fernsehpreis − Beste Reportage für 37° − Es geschah beim Schützenfest: Franz Josef Sträter – wirklich der Mörder?
- 2000: Flagstaff International Festival, Silver Award für 37° − Verbotene Berufung – Katholische Priesterinnen in den USA
- 2001: Granarolo Special Prize für 37° − Die Rückkehr – Der lange Weg von Bottrop nach Bosnien
- 2001: UNDA/WACC, Europäisches Festival für Religiöse Programme, Helsinki für 37° − Die Totenwäscherin – Leben im Grenzbereich
- 2001: Prix Leonardo Parma für 37° − Higgs – Die Jagd nach dem Unsichtbaren
- 2002: Prix Italia für 37° − Alisons Baby – Ganz besonderes Mutterglück[8]
- 2002: Filmpreis „Lebensuhr 2002“ der Deutschen Gesellschaft für Humanes Sterben für 37° − Sterben auf Wunsch – Sterbehilfe in Holland
- 2003: Filmpreis „Religion for Peace“ beim Filmfestival Religion Today in Triest für 37° − Zwischen den Welten – ein Imam aus Mannheim
- 2003: Axel-Springer-Preis für junge Journalisten in der Kategorie Fernsehen an Katharina Gugel und Ulf Eberle für 37° − Gold macht nicht glücklich – Bahne Rabe und sein einsamer Weg
- 2003: Prix Leonardo für den besten Film zum Thema Behinderung für 37° − Alisons Baby – Ganz besonderes Mutterglück
- 2003: Medienpreis der Stiftung Ravensburger Verlag für Bildung und Erziehung in der Familie, Hauptpreis in der Kategorie TV für 37° − Der Fremde an meinem Tisch – Letzte Chance für jugendliche Straftäter
- 2003: Regino-Preis für 37° − Der Fremde an meinem Tisch – Letzte Chance für junge Straftäter
- 2004: Ravensburger Medienpreis, Sonderpreis an die Redaktionen „Kirche und Leben/ev.“ und „Kirche und Leben/kath.“ sowie „Geschichte und Gesellschaft“ („Terra X“) für die exzeptionelle Qualität der gesamten Reihe 37°
- 2004: Bayerischer Fernsehpreis an Dominique Klughammer für 37° − Jung, erfolgreich − arbeitslos
- 2004: Deutsche Gesellschaft für humanes Sterben, Filmpreis Lebensuhr 2004 an die Autoren Johannes Backes und Uli Veith für 37° − Isoldes letzter Sommer
- 2004: Katholischer Journalistenpreis in der Kategorie Elektronische Medien an Autorin Tina Soliman und Kameramann Thorsten Lapp für 37° − Grausames Glück – Wenn Geburt und Tod aufeinander treffen
- 2004: Medienpreis des Berufsverbandes der Augenärzte Deutschlands für 37° − Lichtsucher – Von Blinden, die sehen wollen
- 2004: Bundesverband Alphabetisierung: Ehrung für 37° − Im Chaos der Buchstaben – Lesen und Schreiben ein Problem
- 2005: Karl-Buchrucker-Preis, Förderpreis an die Autorin Uta Claus für 37° − Mein Schatz bleibt bei mir
- 2008: Axel-Springer-Preis für jungen Journalismus für Chiara Sambuchi für 37° − Meine Welt hat tausend Rätsel
- 2008: German Paralympic Media Award, Sonderpreis an Marcel Bergmann für 37° − Trotzdem China
- 2008: Journalistenpreis des Bundesverbandes Herzkranke Kinder e. V. (BVHK) an Caroline Haertel und Mirjana Momirovic für 37° − Schattenkinder
- 2009: Zweiter Preis des Ravensburger Medienpreises für 37° − Leben auf kleinstem Fuß von Uta von Borries und Stephan Rebelein
- 2010: Bayerischer Fernsehpreis für Uta von Borries und Stephan Rebelein in der Kategorie „Kultur und Bildung“ für 37° − Leben auf kleinstem Fuß
- 2010: Deutscher Kamerapreis in der Kategorie „Bericht/Reportage“ an Mirko Schernickau für 37° − Leben auf kleinstem Fuß
- 2010: Silberner Delfin – Kategorie „Ethnologie & Sociology“ an wellenreiter.tv für 37° − Mama ist anders – Mütter mit geistiger Behinderung von Julia Horn und Alessandro Nasini
- 2011: Erster Preis des Marler Fernsehpreises für Menschenrechte – Kategorie: Dokumentation Inland für 37° − Zur Heirat verurteilt von Tina Soliman
- 2011: Film- und Fernsehpreis 2011 des Hartmannbundes – Verband der Ärzte Deutschlands für 37° − Immer mit Herzblut. Ärzte – niemals Feierabend von Robert Wortmann
- 2011: Hauptpreis des Aids Medienpreises 2009/2010 der Deutschen AIDS-Stiftung für 37° − Ich bleibe immer positiv! Starke Frauen mit HIV von Annette Heinrich
- 2012: Erster Preis AWO Mittelrhein – Journalistenpreis (Arbeiterwohlfahrt Bezirksverband Mittelrhein e. V) in der Kategorie „Fernsehen“ für 37° − Zum Leben zu wenig – wenn die Rente nicht mehr reicht von Ravi Karmalker und Alessandro Nasini
- 2012: Zweiter Preis TOM – der Medienpreis der Deutschen KinderhospizSTIFTUNG in der Kategorie „Bereich TV“ für 37° − Wäre cool, wenn sie ein Engel wird von Simone Grabs
- 2013: Rudi Assauer Award der Rudi Assauer Gemeinnützige Initiative Demenz und Gesellschaft (GID) GmbH für 37° − Rudi Assauer – Ich will mich nicht vergessen von Stephanie Schmidt
- 2014: Lobende Erwähnung beim Katholischen Medienpreis für 37° − Augen zu und durch von Anabel Münstermann
- 2016: Bayerischer Fernsehpreis – Maike Conway, als Autorin und Regisseurin in der Kategorie „Kultur- und Bildungsprogramme“ für 37° − Niemand darf es wissen – Corinne und ihr Geheimnis
- 2017: Tönissteiner Medienpreis für 37° − Wenn die Liebe ertrinkt – Mein Mann, der Alkohol und ich von Martin Buchholz (Redaktion: Brigitte Klos).
- 2017: Deutscher Sozialpreis für 37° − Wirklich beste Freunde – eine Clique fürs Leben von Simone Grabs (Redaktion: Silvia Schmidt-Kahlert)
- 2017: BDM (Bundesverband Deutscher Milchviehhalter e. V.), Journalistenpreis „Faire Milch“ für 37° − Mein täglich Brot – der Kampf der Bäcker und Bauern von Annette Schreier (Redaktion: Simone Grabs)